# Gevær Bang
Gevær Bang er et selvladegevær udviklet af den danske opfinder Søren Hansen Bang. Geværet blev benyttet som den danske hærs primære infanterivåben fra 1909.